# Liliane Maestrini
Liliane Simões Maestrini, née le 26 octobre 1987 à Vitória (Brésil), est une joueuse de beach-volley brésilienne. Elle a été Championne du Monde catégorie U21 en 2007 et a atteint le podium de plusieurs tournois du FIVB Beach Volley World Tour.

## Carrière

### Les débuts
Liliane Maestrini commence sa carrière à l'âge de 12 ans en jouant au volley-ball à Vitória. Elle pratique cette discipline pendant cinq ans (1999-2004). Pendant cette période, elle été par deux fois présélectionnée pour l'équipe du Brésil.
Elle abandonne le volley pour le beach-volley en 2005 et devient dans la foulée Championne du Monde catégorie U21 en 2007 à Modène (Italie) avec sa compatriote Bárbara Seixas.

### Les performances
Liliane intègre le circuit professionnel en compagnie de Luana (2009-2011). En cours d'année 2011, elle forme un nouveau duo avec Angela Vieira (2011-2012). Après deux courts changements de partenaire, elle revient en duo avec Bárbara Seixas à partir de 2013.
Avec cette même Bárbara Seixas, elle remporte la médaille de bronze des Championnats du Monde en 2013 à Stare Jabłonki, ce qui représente sa meilleure performance à ce jour.

## Palmarès

### Jeux olympiques d'été
- Non qualifiée pour le tournoi à ce jour...

### Championnats du Monde de beach-volley
- Médaille de bronze en 2013 à Stare Jabłonki avec Bárbara Seixas

### Jeux panaméricains
- Médaille de bronze en 2015 à Toronto avec Carolina Horta

## Vie privée
Liliane Maestrini s'est mariée en août 2013 avec sa compatriote Larissa França, elle-même joueuse de beach-volley.